# Xochitepec, Quechultenango
Xochitepec är en ort i Mexiko.   Den ligger i kommunen Quechultenango och delstaten Guerrero, i den södra delen av landet, 250 km söder om huvudstaden Mexico City. Xochitepec ligger 667 meter över havet och antalet invånare är 1 356.
Terrängen runt Xochitepec är kuperad. Runt Xochitepec är det ganska tätbefolkat, med 58 invånare per kvadratkilometer. Närmaste större samhälle är Colotepec, 15,8 km söder om Xochitepec. I omgivningarna runt Xochitepec växer huvudsakligen savannskog.